# João III de Brabante
João III de Brabante, o Triunfante (Bruxelas, cerca de 1300 - Bruxelas, 5 de dezembro de 1355), foi duque de Brabante e de Limburgo de 1312 a 1355.
Filho de João II, duque de Brabante e de Limburgo, e de Margarida da Inglaterra, filha do rei Eduardo I da Inglaterra.
O início de seu reinado foi cheio de descontentamentos devido ao fato de que os bens dos brabaneses no estrangeiro foram sequestrados em pagamento às dívidas dos duques João I e João II, e também porque os conselheiros do jovem duque não respeitaram a Carta de Kortenberg. Em troca de que o duque seguisse a Carta de Kortenberg, da administração tutoriada das finanças ducais e de novos privilégios para as vilas brabanesas, estas últimas por fim aceitaram pagar as dívidas do duque.
João III, no entanto, também teve problemas com o rei da França, que queria isolar Flandres comercialmente, o que ia contra os interesses econômicos de Brabante.  Em 1315, João III ajuda Adolphe de La Marck, bispo de Liège a lutar contra os cidadãos revoltosos deste último. Durante as décadas que seguiram, combateu  ainda alguns senhores vizinhos.
Quando do começo da guerra dos Cem Anos, João III toma o lado da Inglaterra e acompanha  Eduardo III em suas expedições. Em represália, Filipe VI de Valois faz confiscar os bens dos brabaneses na França e os burgueses de Bruxelas se revoltam então contra o duque João III. Este último intervem energeticamente e decapita um dos chefes revoltosos.
A partir de 1340, João III se afasta da aliança inglesa, preferindo se aliar à França, e casa suas filhas a seus aliados da realeza francesa, o duque de Luxemburgo, o conde de Flandres e o duque de Guéldria.

## Casamento e filhos
Casa-se, em 1311, com Marie d'Evreux, filha de Luís de França, conde de Évreux e de Margarida d'Artois. Têm :
- Joana (1322 - 1406), duquesa de Brabante e de Limburgo, casada em 1334 com Guilherme II d'Avesnes (1307 - 1345), conde de Hainaut e de Holanda, e em 1352 com Venceslau I de Boêmia (1337 † 1383), duque de Luxemburgo;
- Margarida (1323 † 1368), casada em 1347 com Luís II de Male (1330 † 1384), conde de Flandres;
- Maria (1325 - 1399), casada em 1347 com Renaud III duque de Guéldria;
- Jan (1327 - 1335);
- Henrique (m. 1349);
- Godofredo (m. 1352).

Teve também grande número de filhos ilegítimos.
Com a Mlle. de Huldenberg, uma de suas amantes, teve Jan van Brabant (IV).